# Frederick Simpson
Frederick Simpson, född mars 1878, död 19 maj 1945, var en friidrottare från Kanada. Han deltog vid olympiska sommarspelen 1908.